# Липштат
Липштат (њем. Lippstadt) град је у њемачкој савезној држави Северна Рајна-Вестфалија. Једно је од 14 општинских средишта округа Зоест. Према процјени из 2010. у граду је живјело 66.924 становника. Посједује регионалну шифру (AGS) 5974028, NUTS (DEA5B) и LOCODE (DE LIP) код.

## Географски и демографски подаци
Липштат се налази у савезној држави Северна Рајна-Вестфалија у округу Зоест. Град се налази на надморској висини од 79 метара. Површина општине износи 113,6 km². У самом граду је, према процјени из 2010. године, живјело 66.924 становника. Просјечна густина становништва износи 589 становника/km².

## Међународна сарадња
| Мјесто | Држава    | Врста сарадње | Од    |
| ------ | --------- | ------------- | ----- |
| Уден   | Холандија | партнерство   | 1971. |
|        | Пољска    | контакт       | 1955. |
| Извор  |           |               |       |